# Star Screen Award/Bester Ton
Der Star Screen Award Best Sound Recording ist eine Kategorie des indischen Filmpreises Star Screen Award.
Der Star Screen Award Best Sound Recording wird von einer angesehenen Jury der Bollywoodfilmindustrie gewählt. Die Gewinner werden jedes Jahr im Januar bekanntgegeben.
Rakesh Ranjan, Dwarak Warrier und Narinder Singh haben diesen Preis schon zweimal in Empfang genommen.
Liste der Gewinner:
| Jahr | Film                           | Gewinner              |
| ---- | ------------------------------ | --------------------- |
| 1995 | kein Preis                     | kein Preis            |
| 1996 | Barsat                         | Rakesh Ranjan         |
| 1997 | Maachis                        | Narinder Singh        |
| 1998 | Border                         | Suresh Kathena        |
| 1999 | Pyaar To Hona Hi Tha           | Rakesh Ranjan         |
| 2000 | Hu Tu Tu                       | Narinder Singh        |
| 2001 | Kaho Naa... Pyaar Hai          | Sanjay Verma          |
| 2002 | Zubeidaa                       | Ashwyn Balsavar       |
| 2003 | Company – Das Gesetz der Macht | Dwarak Warrier        |
| 2004 | Bhoot                          | Dwarak Warrier        |
| 2005 | Yuva                           | Robert Taylor         |
| 2006 | Black                          | Resool Pookutty       |
| 2007 | Rang De Basanti                | Nakul Kamte           |
| 2008 | Eklavya – The Royal Guard      | Bishwadeep Chatterjee |